# Ремезков, Александр Александрович
Александр Александрович Ремезков (род. 7 апреля 1962 года, гор. Ургенч, Хорезмская область, Узбекская ССР) — депутат Государственной Думы Федерального Собрания Российской Федерации VI, VII и VIII созывов. Член Комиссии ГД по рассмотрению расходов федерального бюджета, направленных на обеспечение национальной обороны, национальной безопасности и правоохранительной деятельности.
Первый заместитель Председателя Комитета по бюджету и налогам, фракция «СПРАВЕДЛИВАЯ РОССИЯ». Член партии «Справедливая Россия — За правду».
Из-за поддержки российско-украинской войны — под санкциями 27 стран ЕС, Великобритании, США, Канады, Швейцарии, Австралии, Японии, Украины, Новой Зеландии.

## Биография
Родился 7 апреля 1962 года в г. Ургенч в Узбекистане. Окончил Волгоградский инженерно-строительный институт в 1984 году. С 1984 по 1990 годы работал мастером, прорабом, затем главным инженером «Краснодаргражданстроя». С 1990 по 1994 год работал в малом предпринимательстве, с 1994 по 1998 годы — финансовым директором производственного объединения «Эксим». В 1998 году избран депутатом Законодательного Собрания края, возглавил комитет по финансам, бюджету, банкам, налогам, инвестиционной деятельности и внешнеэкономическим связям. В 2000 году окончил Кубанский государственный аграрный университет. В январе 2001 года назначен заместителем главы администрации Краснодарского края по финансам, бюджету и контролю, экономике и прогнозированию. С мая 2002 года по июнь 2008 года работал первым заместителем главы администрации Краснодарского края, курировал весь экономический блок администрации края, а также работу по проведению международных выставок и форумов, по реконструкции Краснодара. В 2008—2011 годах работал председателем совета директоров банка Краснодарского края — ОАО «Крайинвестбанк». В апреле 2005 года на IX Конференции Краснодарского регионального отделения Всероссийской политической партии «Единая Россия» избран заместителем Секретаря регионального отделения Партии. На этой должности отвечает за взаимодействие Партии с финансовыми кругами и предпринимательскими структурами региона. С 2008 года по 2011 год — председатель Краснодарского регионального отделения РСПП, член правления Российского союза промышленников и предпринимателей.
В декабре 2011 года был избран депутатом Государственной Думы шестого созыва по федеральному списку от партии «Единая Россия».
В сентябре 2016 года был избран депутатом Государственной Думы Федерального собрания Российской Федерации седьмого созыва от партии «Справедливая Россия» (№ 1 в региональной группе № 31, Курганская область, Тюменская область).
В сентябре 2021 года был избран депутатом Государственной Думы ФС РФ восьмого созыва от партии «Справедливая Россия — За правду» (в региональной группе № 20 — Курганская, Тюменская, Омская области).
Женат. Отец троих детей.

## Критика
Александр Ремезков регулярно подвергается критике общественности. Общественная организация Экологическая Вахта по Северному Кавказу неоднократно обвиняла Ремезкова в захвате земель лесного фонда и береговой полосы водоёмов под личные резиденции. В 2016 году депутат написал в Следственный комитет заявление о клевете на руководителей организации, было возбуждено уголовное дело, прошли обыски. Летом 2018 года координатору Экологической Вахты Андрею Рудомахе было предъявлено обвинение в клевете. До суда дело так и не дошло.
В ноябре 2019 года «Штаб Навального в Краснодаре» опубликовал фильм-расследование «Депутат, который смог». В фильме рассказывается об имуществе принадлежащем Александру Ремезкову и членам его семьи. 17 ноября YouTube заблокировал фильм из-за жалобы племянника Ремезкова Андрея Арефьева. После устранения нарушений блокировка была снята.

## Международные санкции
Из-за поддержки российской агрессии и нарушения территориальной целостности Украины во время российско-украинской войны находится под персональными международными санкциями разных стран. С 23 февраля 2022 года находится под санкциями всех стран Европейского союза. С 11 марта 2022 года находится под санкциями Великобритании. С 24 марта 2022 года находится под санкциями Соединенных Штатов Америки за «соучастие в войне Путина» и «поддержку усилий Кремля по вторжению в Украину». С 24 февраля 2022 года находится под санкциями Канады. С 25 февраля 2022 года находится под санкциями Швейцарии. С 26 февраля 2022 года находится под санкциями Австралии. С 12 апреля 2022 года находится под санкциями Японии.
Указом президента Украины Владимира Зеленского от 7 сентября 2022 находится под санкциями Украины. С 3 мая 2022 года находится под санкциями Новой Зеландии.

## Звания и награды
- Доктор экономических наук.
- Профессор Кубанского государственного аграрного университета.
- Заслуженный экономист Кубани.
- Почетный аудитор России.
- Почетный строитель России.
- Награждён медалью «За выдающийся вклад в развитие Кубани» 1 степени.
- Благодарность Правительства Российской Федерации (30 января 2016 года) — за заслуги в законотворческой деятельности и многолетний добросовестный труд[17].

## Доходы и собственность
Официальный задекларированный доход:
- 2010 год — менее 5 млн рублей.
- 2011 год — менее 5 млн рублей.
- 2012 год — 94 млн рублей.

## Семья
- Старший сын Степан — с 2005 года учился в элитных частных школах Великобритании: Malvern College, Fettes College, CATS Canterbury College, в 2009 переехал в Соединенные Штаты Америки, где поступил в военный колледж Valley Forge. После колледжа поступил в частный университет Hofstra в Нью-Йорке[19].
- Средний сын Николай — c 2008 года учился в Великобритании в частной школе Malvern College.
- Старшая дочь Маша — с сентября 2012 жила в Вене.
- Сестра — Жанна Арефьева[20].